# Йодтхонг Сенанан
Йодтхонг Сенанан (тайск. ยอดธง เสนานันท์) или Йодтхонг Сиваралак (наст. имя Туи СэПху), более известный как Учитель Туи (тайск. ครูตุ๊ย или ครูตุ้ย, заимствование из китайского языка — «бить кулаком»); 28 августа 1937, Банпонг — 6 февраля 2013) — учитель, преподававший муай-тай и посвятивший себя продвижению и сохранению национального боевого искусства. За свою деятельность он получил признание и огромное уважение в своем обществе. Кроме того, Йодтхонг имеет последователей — учеников, носящих громкие имена —Самарт Паякарун, Конгтхорани Пхаякарун (тайск. ก้องธรณี พยัคฆ์อรุณ) и Йодасанклай Fairtex. Он воспитал 57 чемпионов мира - поэтому считается учителем муай-тай, вырастившим самое большое количество спортсменов мирового масштаба в Таиланде.

## Биография
Учитель Йодтхонг начал интересоваться май-тай с четырёхлетнего возраста. Более того, ему с детства нравилось всё, что связано с бойцовскими состязаниями - будь то петушиные бои или состязания бойцовых рыб. Окончил 4 класса общеобразовательной школы в районе Банпонг. В 13 лет он со своей старшей сестрой переезжает в район Бангламунг, провинции Чонбури, где всерьёз начинает тренироваться и изучать искусство муай-тай с учителем Ситтидет Саманчан (тайск. สิทธิเดช สมานฉันท์). Первый свой бой Йодтхонг проводит во время фестиваля Ват Кхау Пхра Бат Банг Пхра (тайск. วัดเขาพระบาทบางพระ) в районе Сирача. Тогдаон оценил себя в 50 бат. После этого Йодтхонг постоянно принимает участие в состязаниях. Когда ему исполнилось 17 лет, он был приглашён в тренировочный лагерь. Там юному бойцу май-тай  было дано имя Йодтхонг Сенанан. Учитель Туи выступал в различных соревнованиях по всей стране, пока тёща не попросила его оставить это занятие. В общей сложности он провел 49 боев, после чего завершил карьеру спортсмена. После окончания карьеры спортсмена учитель Туи открывает тренировочный лагерь в районе Мабтапхут, провинции Районг.
После этого произошёл один неприятный случай. Японец по имени Осаму Комучи попытался объяснить всему миру, что муай-тай берёт своё начало в японском кикбоксинге. К тому же он сказал, что ритуал Вай Кхру — танец нецивилизованных горных племён. Всё это вызвало у учителя Туи огромное недовольство и обиду, потому что муай-тай считался боевым искусством тайского народа с древних времён.  Осаму Нокучи привез в Таиланд японских кикбоксеров, для того чтобы они сразились с местными бойцами. В понедельник 16 октября 1972 года учитель Йодтхонг Сенанан повёл «армию» тайских бойцов на схватку с японскими кикбоксерами. Состязания закончились победой тайцев. После этого правительство страны под руководством фельдмаршала Тханом Киттикхатьона издало приказ об изгнании Осаму Нокучи с территории Таиланда в течение 24 часов в статусе человека неугодного. Осаму вернулся в Японию, и местное правительство запретило ему иметь отношение к любым видам боевых искусств, потому что из-за этой глупой выходки он подорвал авторитет государства.

### Выигрыш в лотерею
Однажды учитель Йодтхонг решил испытать судьбу, купив лотерейный билет. Удача повернулась к нему лицом, и 1 ноября 2005 года он выиграл первый приз, а также сорвал весь призовой фонд лотереи. Он использовал эти деньги в качестве материальной помощи тайским боксёрам своего лагеря и остальным людям, нуждающимся в деньгах. У него осталось всего 10 миллионов из 56 выигранных. За свои добрые деяния и помощь окружающим учитель Туи был вскоре назначен на должность эксперта-консультанта района Бангламунг, провинции Чонбури.

### «Сжимая кулаки за пределами арены»
Учитель Йодтхонг написал автобиографию в книге «Сжимая кулаки за пределами арены» (тайск. กำปั้นนอกสังเวียน), выпущенной издательством «Пхрэу»). В этой книге описан жизненный опыт и жизненный путь учителя Туи как боксёра, тренировочный лагерь, битву с японскими бойцами за честь муай-тай,  свои убеждения и мнения по подводу законов кармы, и  свое счастье от того, что он посвятил свою жизнь во благо народу, который имеет большую ценность чем все деньги и золото мира.

## Награды
11 февраля 2008 года учитель Туи получил почётное звание доктора философии муай тхай  в государственном университете  Му Бан Тьом Бынг (провинция Ратбури). Его вручил принц Маха Вачиралонгкорн в саду Ампхон в Бангкоке. С этих пор считается, что Учитель Йодтхонг — первый в мире человек, получивший учёную степень доктора и не переступивший порог университета.
11 апреля 1991 года учитель Туи получил наградной щит выдающегося учителя муай-тай национального масштаба, который ему вручила принцесса Сиринтхон во дворце Титлада в Бангкоке.
В 1996 году он получил звание эксперта муай-тай высшей степени - золотой монгкхон и золотые пратиад от международной конфедерации ассоциаций муай-тай.
Умер мастер в 76 лет в городе Паттайя.